# Pholcus knoeseli
Pholcus knoeseli là một loài nhện trong họ Pholcidae. Loài này có ở quần đảo Canaria.